# Mileva Prvanović
Mileva Prvanović (en serbe cyrillique : Милева Првановић ; née le 16 juillet 1929 à Žlne et morte le 12 février 2016) est une mathématicienne serbe. Elle est membre de l'Académie serbe des sciences et des arts et membre de la Section de Novi Sad de l'Académie serbe des sciences et des arts.

## Biographie
Née dans le village Žlne, près de Knjaževac, Mileva Prvanović termine ses études élémentaires et secondaires à Belgrade. Elle effectue des études supérieures à la Faculté de mathématiques de l'université de Belgrade, dont elle obtient un diplôme en 1951. Elle obtient ensuite un Ph.D. à l'université de Zagreb en 1955 avec une thèse intitulée Parageodesic areas and curves in a subspace of the Riemannian space, devenant ainsi la première Serbe à obtenir un doctorat en géométrie. De 1951 à 1955, elle enseigne parallèlement en tant qu'assistante à l'Institut de mathématiques de l'Académie serbe des sciences et des arts.
Jusqu'à la fin de 1956, elle enseigne en tant que professeure assistante au département de mathématiques de la Faculté de philosophie de Novi Sad, qui allait devenir la Faculté de sciences naturelles et de mathématiques de l'université de Novi Sad. En 1967, elle y devient professeur de plein droit et elle prend sa retraite en 1991.
Elle devient membre de plein droit de l'Académie serbe des sciences et des arts en 1991.
Mileva Prvanović est morte le 12 février 2016 à Belgrade,.

## Travaux
Parmi ses doctorants figure Judita Cofman.